# Lista de rodovias estaduais do Espírito Santo
Esta é uma lista de rodovias do estado do Espírito Santo, no Brasil.
As Rodovias Estaduais são administradas pelo Departamento de Edificações e de Rodovias do Estado do Espírito Santo (DER-ES).

## ES-010
A ES-010 é uma rodovia radial do estado do Espírito Santo. A estrada liga o município da Serra, na região metropolitana de Vitória, à vila de Itaúnas, no município de Conceição da Barra, no norte do estado.
A rodovia possui 264,7 quilômetros.

## ES-020
A ES-020 é uma rodovia radial do estado do Espírito Santo. A estrada liga a cidade de Vitória, à cidade de Serra. É a menor rodovia radial do estado.

## ES-120
A ES-120 é uma rodovia radial em construção que ligará o trevo da BR-101/ES-445, na Zona Rural de Aracruz, ao Trevo de Viana, passando por Aracruz Centro, Santa Rosa, Mucuratá, Itabira do Furado, Ribeirão Sauanha, Chapada Grande da Serra, tendo um trecho compartilhado com a BR-101 de Chapada Grande da Serra até o Viaduto da EFVM, depois seguindo até o Trevo com a ES-080, depois seguindo pelas Zonas Rurais de Cariacica e Viana, e enfim finalizando no Trevo de Viana.
Atualmente, só o trecho do Viaduto da EFVM até o Trevo com a ES-080 está pronto e já entregue em funcionamento para a população, trecho esse que representa 9,7km dos 106,2km projetados e em construção da rodovia, e esse trecho em específico se denomina Rodovia Almir Rodrigues Laranja.

## ES -124
A ES-124 é uma rodovia longitudinal do estado do Espírito Santo. A estrada liga a rodovia BR-101, na altura de Guaraná, Aracruz, até a rodovia estadual ES-010, em Praia Grande. A rodovia possui 58,6 quilômetros de extensão e atualmente está totalmente pavimentada.

## ES-130
A ES-130 é uma rodovia longitudinal do estado do Espírito Santo. A estrada liga o município de Nova Venécia, à cidade de Montanha, na divisa entre Espírito Santo e Minas Gerais. A rodovia possui 117,1 quilômetros e está pavimentada em toda sua extensão.

## ES-166
A ES-166 é uma rodovia estadual brasileira do estado do Espírito Santo. Seu ponto inicial está localizado no distrito de Coutinho em Cachoeiro de Itapemirim e o final na cidade de Venda Nova do Imigrante.

## ES-248
A ES-248 é uma rodovia diagonal do estado do Espírito Santo. A estrada liga Colatina ao Distrito de Povoação, Linhares. A rodovia possui 119,1 quilômetros.

## ES-313
A ES-313 é uma rodovia diagonal do estado do Espírito Santo. A estrada liga Santa Rita, Ecoporanga à Saionara, Conceição da Barra. A rodovia possui 152,5 quilômetros e está pavimentada em alguns trechos.

## ES-315
A ES-315, também conhecida como Rodovia Djalma Paiva Gama é uma rodovia diagonal do estado do Espírito Santo. A rodovia se inicia no entroncamento com a ES-137 em Santo Antônio do 15, Nova Venécia, passando por Boa Esperança, Patrimônio do Dilô, São Mateus, Pedra  D'Água e termina em Nativo de Barra Nova, em São Mateus. Possui leito pavimentado entre Santo Antônio, em Boa Esperança e Santa Maria em São Mateus, leito natural entre Santa Maria e a BR-101 em São Mateus e, por fim, leito pavimentado entre a Rodovia Othovarino Duarte Santos e o Nativo de Barra Nova.
A rodovia possui 124,9 quilômetros. 

## ES-318
A ES-318 é uma rodovia diagonal do estado do Espírito Santo. Está projetada para servir de ligação entre a BR-101 e a BR-381, assim como novo acesso ao balneário de Guriri, em São Mateus. Quando pronta, a rodovia possuirá 24,4 quilômetros.

## ES-344
A ES-344 é uma rodovia diagonal do estado do Espírito Santo. A estrada liga Vila Verde, São Mateus à Vila Valério. A rodovia possui 35,5 quilômetros e está em leito natural em toda sua extensão.

## ES-356
A ES-356 é uma rodovia diagonal do estado do Espírito Santo. A estrada liga Nestor Gomes, São Mateus à ES-248 em Marilândia. A rodovia possui 150 quilômetros.

## ES-357
A ES-357 é uma rodovia diagonal localizada na região Noroeste do estado do Espírito Santo. A rodovia liga o município de Colatina, até o município de Itaguaçu. A maior parte da rodovia está asfaltada, restando alguns trechos de leito natural como o trecho de Boapaba até Santa Júlia e o trecho entre Itaçu e Itaguaçu.

## ES-405
A ES-405 é uma rodovia de ligação do estado do Espírito Santo. A estrada liga a divisa entre Espírito Santo e Minas Gerais à Cotoxé em Ecoporanga. A rodovia possui 31,3 quilômetros e está em leito natural por toda sua extensão.

## ES-416
A ES-416 é uma rodovia de ligação do estado do Espírito Santo. A estrada liga a localidade do Braço do Rio, em Conceição da Barra, até a ES-010, também em Conceição da Barra. A rodovia possui 20,3 quilômetros, estando em leito natural por toda sua extensão.

## ES-418
A ES-418 é uma rodovia de ligação do estado do Espírito Santo. A estrada liga Itauninhas, São Mateus ao Patrimônio do Dilô, também em São Mateus. A rodovia possui 13,8 quilômetros e está em leito natural em toda sua extensão.

## ES-421
A ES-421, também conhecida como Rodovia Adolfo Barbosa Serra é uma rodovia de ligação do estado do Espírito Santo. A estrada liga Conceição da Barra, até o trevo da BR-101, também em Conceição da Barra. A rodovia possui 15,5 quilômetros e está pavimentada em toda sua extensão.

## ES-422
A ES-422 é uma rodovia de ligação do estado do Espírito Santo. A estrada liga o trevo do bairro Barreirinho, na BR-101, em São Mateus, até o trevo do bairro Santana, em Conceição da Barra. A rodovia possui 17,6 quilômetros e está em leito natural em toda sua extensão.

## ES-429
A ES-429 é uma rodovia de ligação do estado do Espírito Santo. A estrada liga a localidade do Palmito, em Jaguaré, à Praia de Urussuquara, em São Mateus. A rodovia possui 19,8 quilômetros, sendo que 17,8 quilômetros estão pavimentados e 12 quilômetros então em leito natural.

## ES-436
A ES-436 é uma rodovia de ligação denominada Rodovia Jeronymo Pancieri Netto, é uma rodovia de 19,9 km localizada na Região Noroeste do estado do Espirito Santo. A rodovia liga os distritos de Sapucaia (Marilândia), Graça Aranha (Colatina), comunidade de Rancho Fundo até o distrito de Novo Brasil em Governador Lindemberg.

## BR-381
A Rodovia Miguel Curry Carneiro é o nome que o trecho da BR-381 recebe entre São Mateus e Nova Venécia no estado do Espírito Santo.  Possui 63,2 quilômetros pavimentados em toda sua extensão.